# Bistum Drohiczyn
Das Bistum Drohiczyn (lat.: Dioecesis Drohiczinensis, poln.: Diecezja drohiczyńska) ist eine in Polen gelegene römisch-katholische Diözese mit Sitz in Drohiczyn.

## Geschichte
Das Bistum Drohiczyn wurde am 5. Juni 1991 durch Papst Johannes Paul II. aus Gebietsabtretungen des Bistums Pinsk errichtet. Es ist dem Erzbistum Białystok als Suffraganbistum unterstellt.
Das Bistum Drohiczyn, im östlichen Teil Polens liegt ausschließlich im Gebiet der Podlasie der heutigen Woiwodschaft Podlachien. Bereits im zwölften Jahrhundert gehörte das Gebiet zum Bistum Płock, Mitte des dreizehnten Jahrhunderts zum Bistum Chełm, Anfang des fünfzehnten Jahrhunderts bis ins neunzehnte Jahrhundert zum Bistum Luck, von 1850 bis 1925 dem Erzbistum Vilnius zugeordnet, kam es auf Anordnung Papst Pius XI. zum Bistum Pinsk und bekam 1950 einen Apostolischen Administrator mit Sitz in Drohiczyn.
Eines der größten Ereignisse in dem noch jungen Bistum war der Besuch des Papstes Johannes Paul II. am 10. Juni 1999.

## Wappen
Das Bistumswappen ähnlich den Stadtwappen von Drohiczyn unterlegt mit den Farben der Woiwodschaft Podlachien zeigt in Feld 1 auf rotem Grund einen silbernen Adler mit goldenem Schnabel und goldenen Pfoten sowie mit einer goldenen Krone auf dem Kopf; in Feld 2 auf blauem Grund einen Ritter auf weißem Pferd in silberner Rüstung und Sturmhaube, der in der rechten Hand ein silbernes Schwert mit goldenem Griff hochgehoben und auf dem linken Arm ein blaues Schild mit goldenem Doppelkreuz hält. Die Sporen des Ritters und das Pferdegeschirr sind golden, der Sattel und die Pferdesatteldecke sind blau und Feld 3 auf goldenem Grund einen weißen Stier. In der Mitte Maria mit dem Jesuskind, die Schutzpatronin des Bistums Drohiczyn.

## Bischöfe von Drohiczyn
- Władysław Jędruszuk, 1991–1994
- Antoni Pacyfik Dydycz OFMCap, 1994–2014
- Tadeusz Pikus, 2014–2019
- Piotr Sawczuk, seit 2019

## Dekanate
| - Bielsk Podlaski - Brańsk - Ciechanowiec - Drohiczyn - Hajnówka - Łochów | - Sarnaki - Siemiatycze - Sokołów - Sterdyń - Węgrów |

## Bistumspatrone
- Selige Jungfrau Maria, Mutter der Kirche
- Hl. Kasimir 4. März